# Rrëshen
Rrëshen (forme définie en langue albanaise: Rrësheni) est une commune albanaise, intégrée depuis 2015 à la municipalité de Mirditë. Elle comptait en 2011 8 803 habitants.

## Géographie
La ville de Rrëshen se situe au nord de l'Albanie, dans les contreforts des Alpes dinariques, à 100 mètres d'altitude. Se trouvant sur l'autoroute entre Durrës, Tirana, et la frontière du Kosovo, elle est facilement accessible par la route.

## Patrimoine
Siège d'un diocèse, la ville comprend une cathédrale catholique de rite latin, la cathédrale Jésus-Sauveur-du-monde.

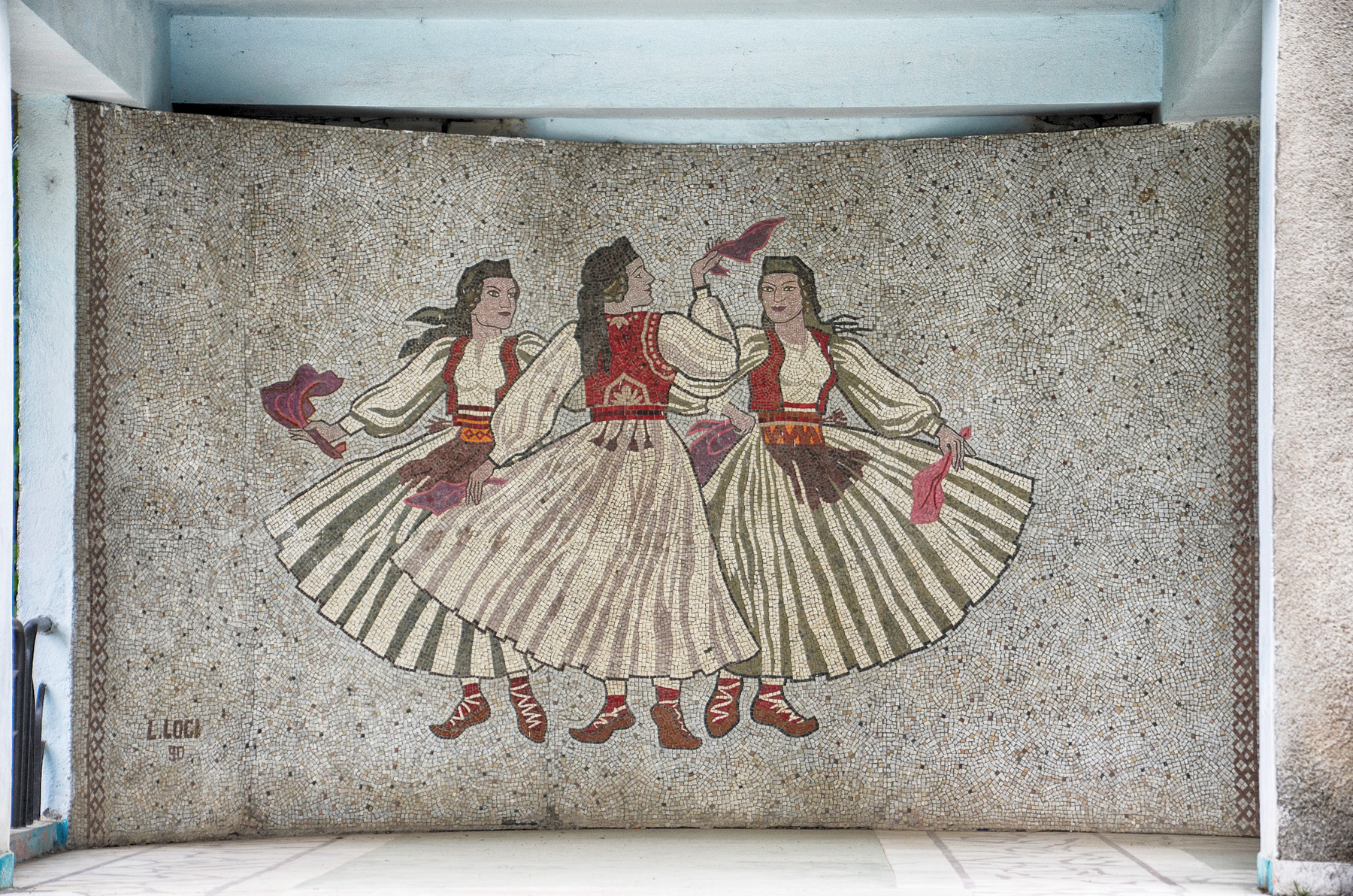
Mosaïque de l'hôtel Turizmi i ri

L'ancien hôtel Turizmi i ri ("Nouveau Tourisme") comporte des mosaïques représentant des scènes de la vie traditionnelle albanaise.

## Personnalités liées à la commune
- Musine Kokalari (1917-1983), écrivaine albanaise, y est morte.
- Eugent Bushpepa (1984-), chanteur et compositeur de musique rock, y est né.La croix monumentale de Kodër-Rrëshen domine la ville

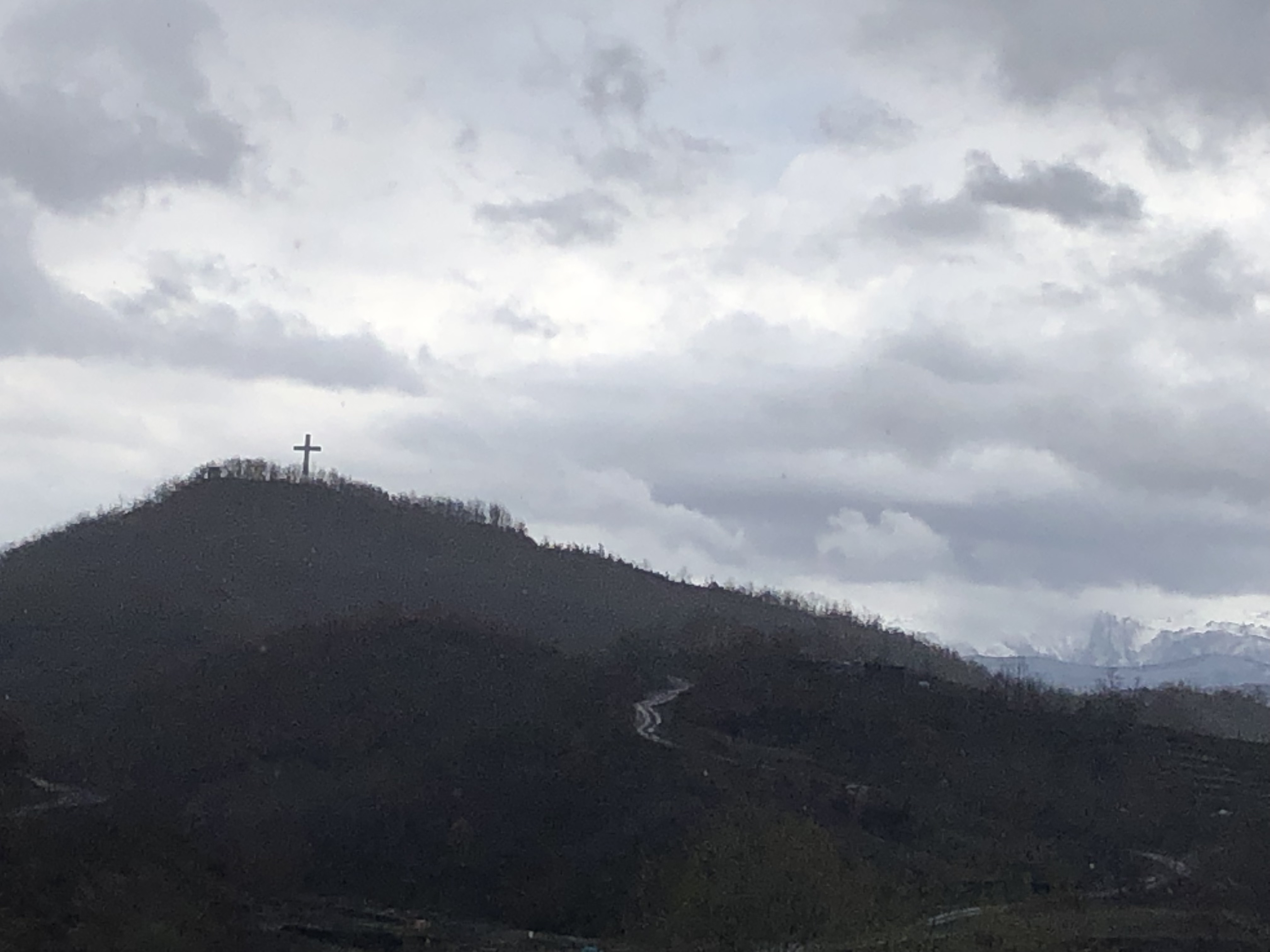
La croix monumentale de Kodër-Rrëshen domine la ville